# Municipio de Barnett (Minnesota)
El municipio de Barnett (en inglés: Barnett Township) es un municipio ubicado en el condado de Roseau en el estado estadounidense de Minnesota. En el año 2010 tenía una población de 139 habitantes y una densidad poblacional de 1,45 personas por km².

## Geografía
El municipio de Barnett se encuentra ubicado en las coordenadas 48°40′25″N 96°3′42″O / 48.67361, -96.06167. Según la Oficina del Censo de los Estados Unidos, el municipio tiene una superficie total de 95.71 km², de la cual 95,71 km² corresponden a tierra firme y (0 %) 0 km² es agua.

## Demografía
Según el censo de 2010, había 139 personas residiendo en el municipio de Barnett. La densidad de población era de 1,45 hab./km². De los 139 habitantes, el municipio de Barnett estaba compuesto por el 96,4 % blancos, el 0,72 % eran asiáticos y el 2,88 % eran de una mezcla de razas. Del total de la población el 0 % eran hispanos o latinos de cualquier raza.